# National Football League 1957
La stagione NFL 1957 fu la 38ª stagione sportiva della National Football League, la massima lega professionistica statunitense di football americano. La finale del campionato si disputò il 29 dicembre 1957 al Briggs Stadium di Detroit, in Michigan e vide la vittoria dei Detroit Lions sui Cleveland Browns per 59 a 14. La stagione iniziò il 29 settembre 1957 e si concluse con il Pro Bowl 1958 che si tenne il 12 gennaio al Los Angeles Memorial Coliseum.

## Modifiche alle regole
- Venne deciso di adottare anche durante i tempi supplementari le stesse regole riguardanti i time-out applicate nel secondo e nel quarto periodo di gioco.

## Stagione regolare
La stagione regolare si svolse in 12 giornate, iniziò il 29 settembre e terminò il 22 dicembre 1957.

### Risultati della stagione regolare
- V = Vittorie, S = Sconfitte, P = Pareggi, PCT = Percentuale di vittorie, PF = Punti Fatti, PS = Punti Subiti
- Nota: nelle stagioni precedenti al 1972 i pareggi non venivano conteggiati nel calcolo della percentuale di vittorie.

| Eastern Conference  |   |   |   |     |     |     |
| Squadra             | V | S | P | PCT | PF  | PS  |
| Cleveland Browns    | 9 | 2 | 1 | 818 | 269 | 172 |
| New York Giants     | 7 | 5 | 0 | 583 | 254 | 211 |
| Pittsburgh Steelers | 6 | 6 | 0 | 500 | 161 | 178 |
| Washington Redskins | 5 | 6 | 1 | 455 | 251 | 230 |
| Philadelphia Eagles | 4 | 8 | 0 | 333 | 173 | 230 |
| Chicago Cardinals   | 3 | 9 | 0 | 250 | 200 | 299 |

| Western Conference  |   |   |   |     |     |     |
| Squadra             | V | S | P | PCT | PF  | PS  |
| Detroit Lions       | 8 | 4 | 0 | 667 | 251 | 231 |
| San Francisco 49ers | 8 | 4 | 0 | 667 | 260 | 264 |
| Baltimore Colts     | 7 | 5 | 0 | 583 | 303 | 235 |
| Los Angeles Rams    | 6 | 6 | 0 | 500 | 307 | 278 |
| Chicago Bears       | 5 | 7 | 0 | 417 | 203 | 211 |
| Green Bay Packers   | 3 | 9 | 0 | 250 | 218 | 311 |

Nota: Detroit vinse la Western Conference dopo uno spareggio con San Francisco in quanto al tempo non esistevano criteri per stabilire le posizioni in classifica di squadre con la stessa percentuale di vittorie. Lo spareggio, disputato a San Francisco il 22 dicembre 1957 si concluse con la vittoria dei Lions per 31 a 27.

## La finale
La finale del campionato si disputò il 29 dicembre 1957 al Briggs Stadium di Detroit e vide la vittoria dei Detroit Lions sui Cleveland Browns per 59 a 14.

## Vincitore
| Vincitori del campionato NFL 1957 Detroit Lions 4º titolo |

## Premi individuali
| MVP della NFL        | Jim Brown, Running Back, Cleveland |
| Allenatore dell'anno | George Wilson, Lions               |